# 나하나
나하나(1992년 6월 30일 ~)은 대한민국의 뮤지컬배우이고,  대한민국의 뮤지컬 배우.
2021년 뮤지컬 위키드에 글린다 역으로 캐스팅되며 많은 인지도를 쌓았다.

## 뮤지컬
- 2022년 킹키부츠 로렌 역
- 2022년 렛미플라이 정분 역
- 2022년 모래시계 혜린 역
- 2021년 스핏파이어 그릴 퍼씨 역
- 2021년 금악 성율 역
- 2021년 위키드 글린다 역
- 2020년 렛미플라이 정분 역
- 2020년 리지 리지 보든 역
- 2020년 Via Air Mail 로즈 역
- 2019년 빅 피쉬 제니 힐 역
- 2019년 시라노 록산 역
- 2019년 테레즈 라캥 테레즈 라캥 역
- 2018년 시데레우스 마리아 역
- 2018년 광화문 연가 그대들 역
- 2017년 에드거 앨런 포 엘마이라 역
- 2017년 빨래 나영 역
- 2017년 에드거 앨런 포 엘마이라 역
- 2016년 도리안 그레이 시빌 베인, 샬롯 베인 역
- 2016년 인 더 하이츠 니나 역